# Paul Sabatier (kemik)
Paul Sabatier, francoski kemik, * 5. november 1854, † 14. avgust 1941.
Leta 1912 je skupaj s Victorjem Grignardom prejel Nobelovo nagrado za kemijo.